# Burreken
Het Burreken is een erkend natuurreservaat in de Vlaamse Ardennen in Oost-Vlaanderen (België). Het reservaat ligt op het grondgebied van de gemeenten Brakel (deelgemeente Zegelsem), Maarkedal (deelgemeente Schorisse) en Horebeke (deelgemeente Sint-Kornelis-Horebeke). Het erg reliëfrijke gebied ligt op de grens van het Zwalmbekken en het Maarkebeekbekken. Het behoort tot de uitlopers van de west-oost gerichte heuvelrug die zich in de Vlaamse Ardennen uitstrekt. In 1981 kocht de toenmalige vzw Natuurreservaten er het eerste perceel aan. Nu beslaat het natuurreservaat het Burreken 35 ha en wordt het gebied beheerd door Natuurpunt. In 2021 kreeg het gebied een subsidie van de provincie Oost-Vlaanderen om uit te breiden. Het natuurreservaat is erkend als Europees Natura 2000-gebied (Bossen van de Vlaamse Ardennen en andere Zuid-Vlaamse bossen) en maakt deel uit van het Vlaams Ecologisch Netwerk. 

## Landschap
Het Burreken is een van de meest schilderachtige plekjes in de Vlaamse Ardennen. Het is een erg heuvelachtig gebied met scherp ingesneden beekjes, die voor smalle dalen en steile (20% en meer) valleiwanden hebben gezorgd. Het hoogste punt van de centrale heuvelrug ligt op ongeveer 116 meter hoogte. De laagste delen van het Burreken liggen op zowat 50 meter hoogte. Het typische Vlaamse Ardennen-landschap in het Burreken bestaat uit een kleinschalig patroon van akkers, bossen en graslanden met veel bomenrijen en houtkanten op de perceelsgrenzen. Het uitgesproken reliëf wordt geaccentueerd door holle wegen en rootputten. Op die manier ontstond een panoramisch mozaïek van lichtrijke loofbossen, kleine bronbosjes, vochtige en bloemrijke weiden en een opvallend zandig talud. Dit lappendeken van bosjes en graslanden wordt doorsneden door de kronkelende Krombeek met haar diepe bedding.

## Fauna
Het Burreken herbergt verschillende diersoorten, waaronder het uithangbordje van de Vlaamse Ardennen, de vuursalamander. Deze geel-zwart gevlekte landsalamander zet zijn larven af in de bronbeekjes van het gebied. Verder worden er rond de beekjes bronlibellen en in de graslanden verscheidene vlindersoorten (o.a. sleedoornpage, oranjetipje en landkaartje) waargenomen. Bij de vogels zijn de bosvogels (o.a. grote en kleine bonte specht, appelvink, geelgors, groene specht, boomklever, boomkruiper en glanskopmees) en de roofvogels (o.a. buizerd, sperwer, bosuil, ransuil en steenuil) goed vertegenwoordigd. Ook de ree, de vos, de wezel, de egel en de bunzing leven in het Burreken.

## Flora
Het Burreken omvat een grote verscheidenheid aan bodemtypes (zandleem, leem, klei) en vele bronnetjes. Hierdoor gedijen er uiteenlopende plantensoorten. In het voorjaar fleuren verschillende soorten de bossen van het Burreken op: bosanemoon, wilde hyacint, daslook en slanke sleutelbloem behoren tot de uitbundigste bloeiers. Een hele resem andere planten vindt men ook terug in de bosjes en graslanden van het Burreken: paarbladig goudveil, verspreidbladig goudveil, paarse schubwortel, bittere veldkers, eenbes, bosorchis, hangende zegge, muskuskruid, koekoeksbloem etc.

## Natuurbeheer
Het natuurreservaat wordt door Natuurpunt-vrijwilligers beheerd op basis van een beheersplan. Op die manier wil men de verscheidenheid aan planten, dieren en biotopen behouden en ontwikkelen. Bossen en graslanden worden verder ontwikkeld met behulp van extensieve begrazing door galloways en exmoorpony's.

## Natuurbeleving
In en rond het Burreken zijn verschillende bewegwijzerde wandelroutes (Eikelmuisroute en Vuursalamanderroute) uitgetekend. Die laten de wandelaar alle verschillende habitats en landschapstypes van het Burreken zien. Ook het wandelknooppuntennetwerk 'Getuigenheuvels Vlaamse Ardennen' en de Streek-GR Vlaamse Ardennen doorkruisen het reservaat. Verder werd een bramentuin aangelegd met alle lokale variëteiten van de soort.

## Afbeeldingen

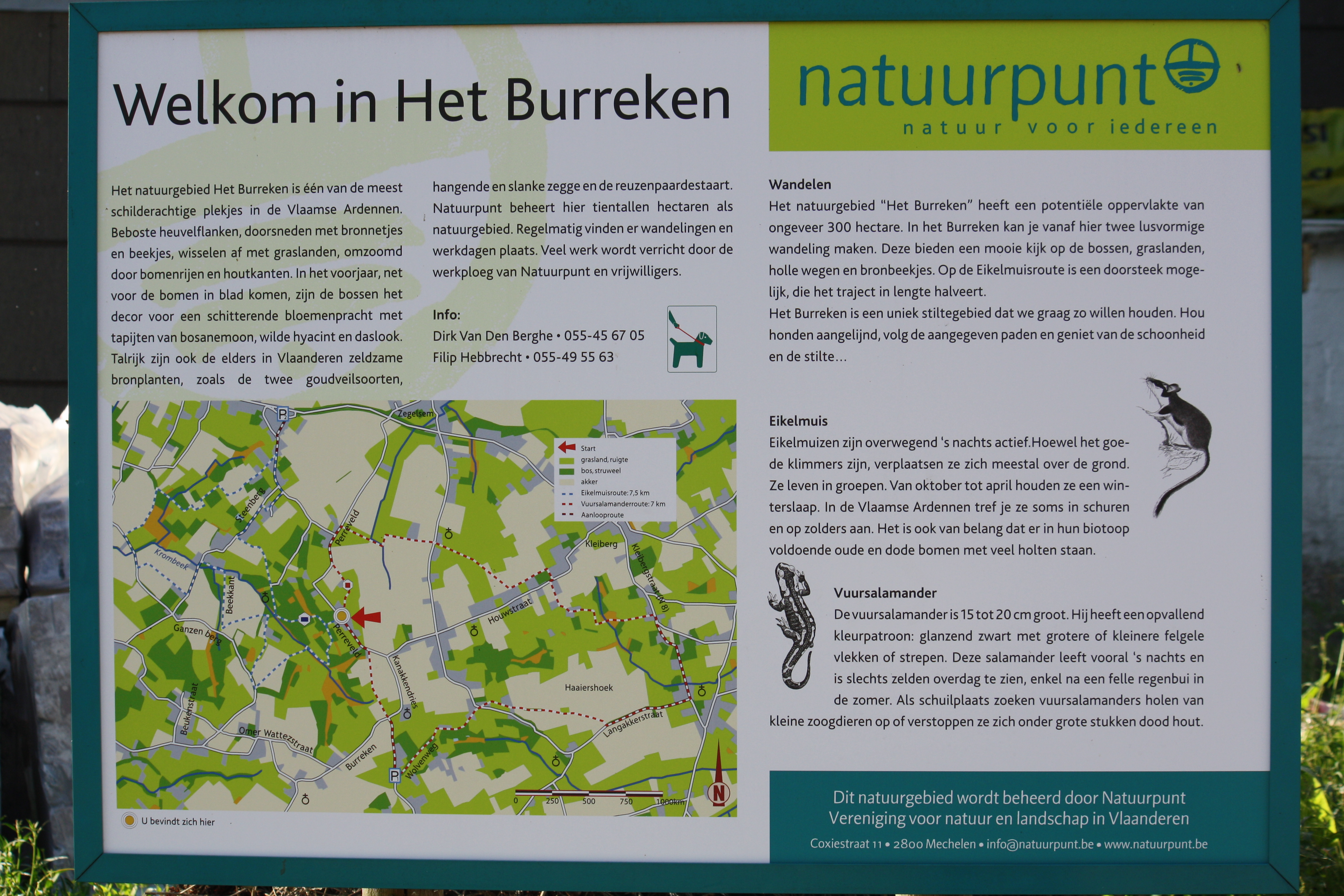
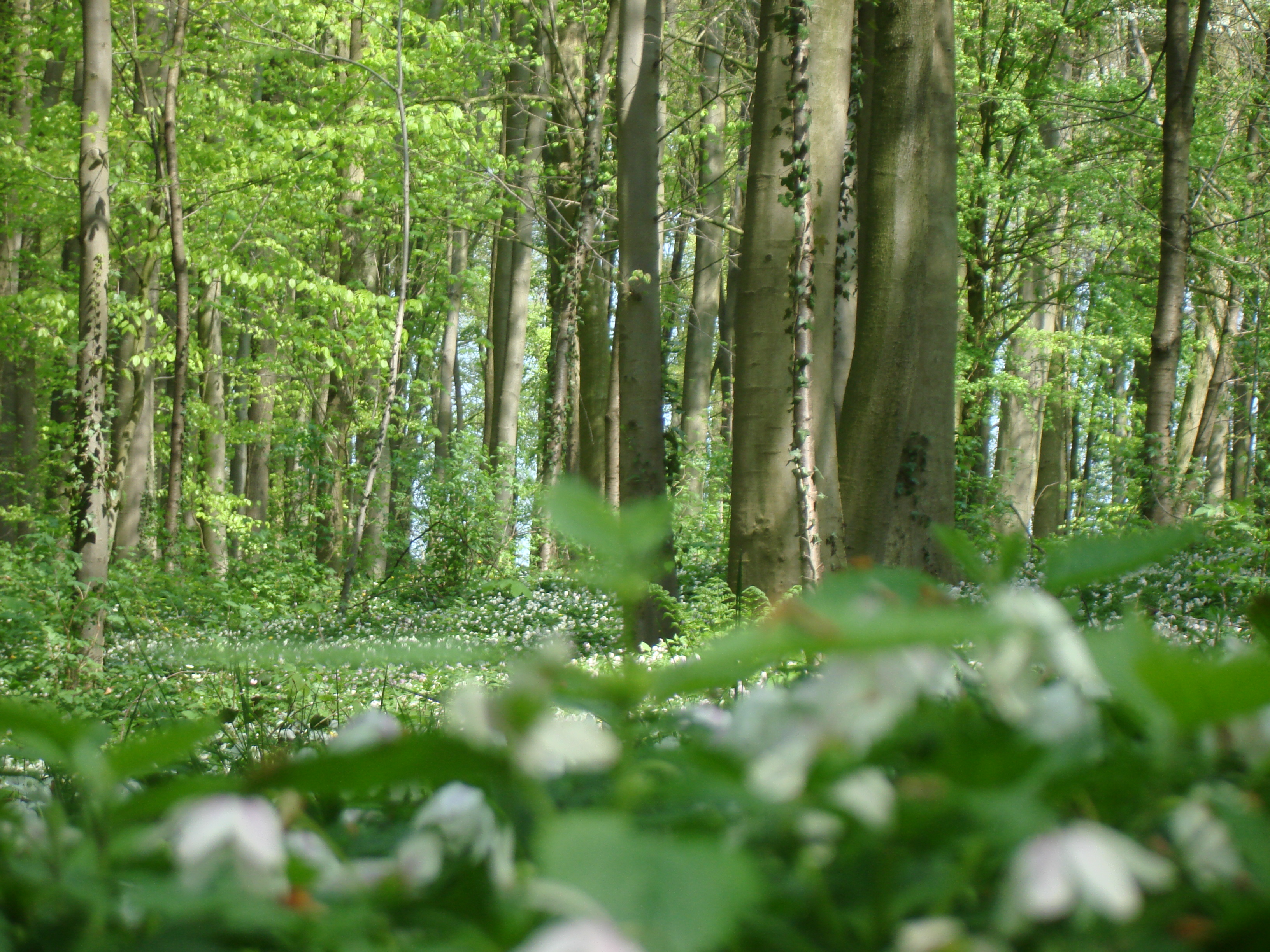
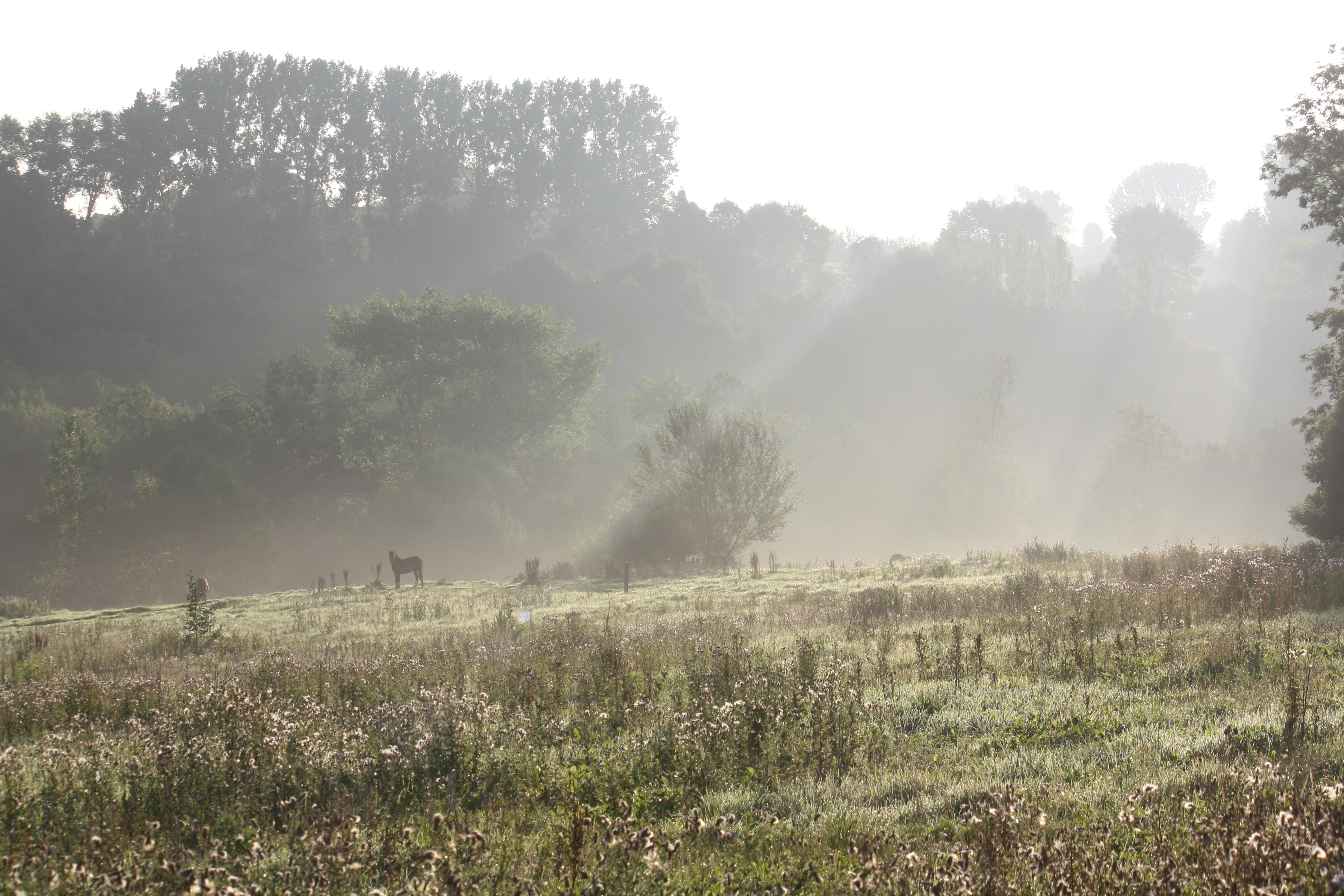
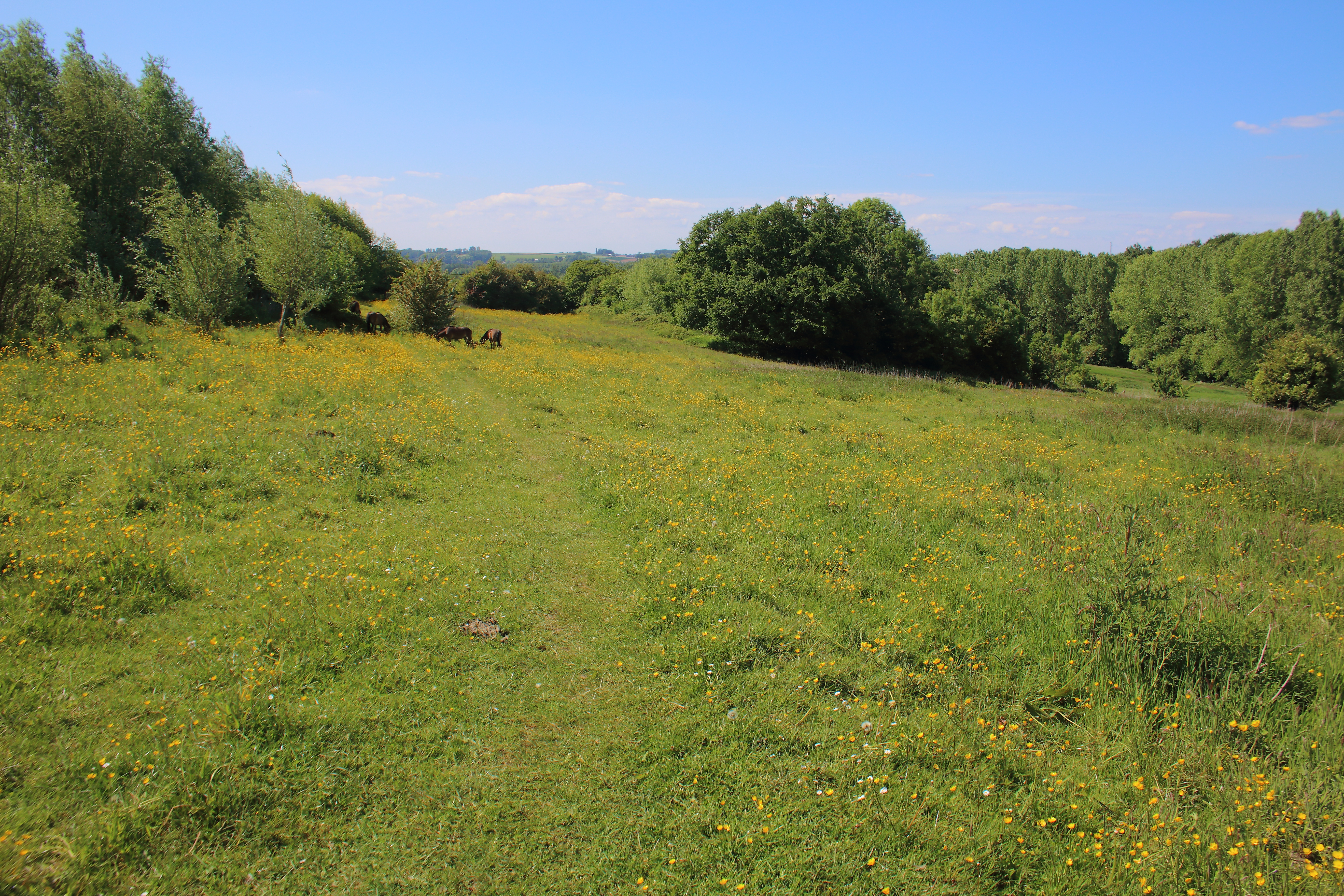
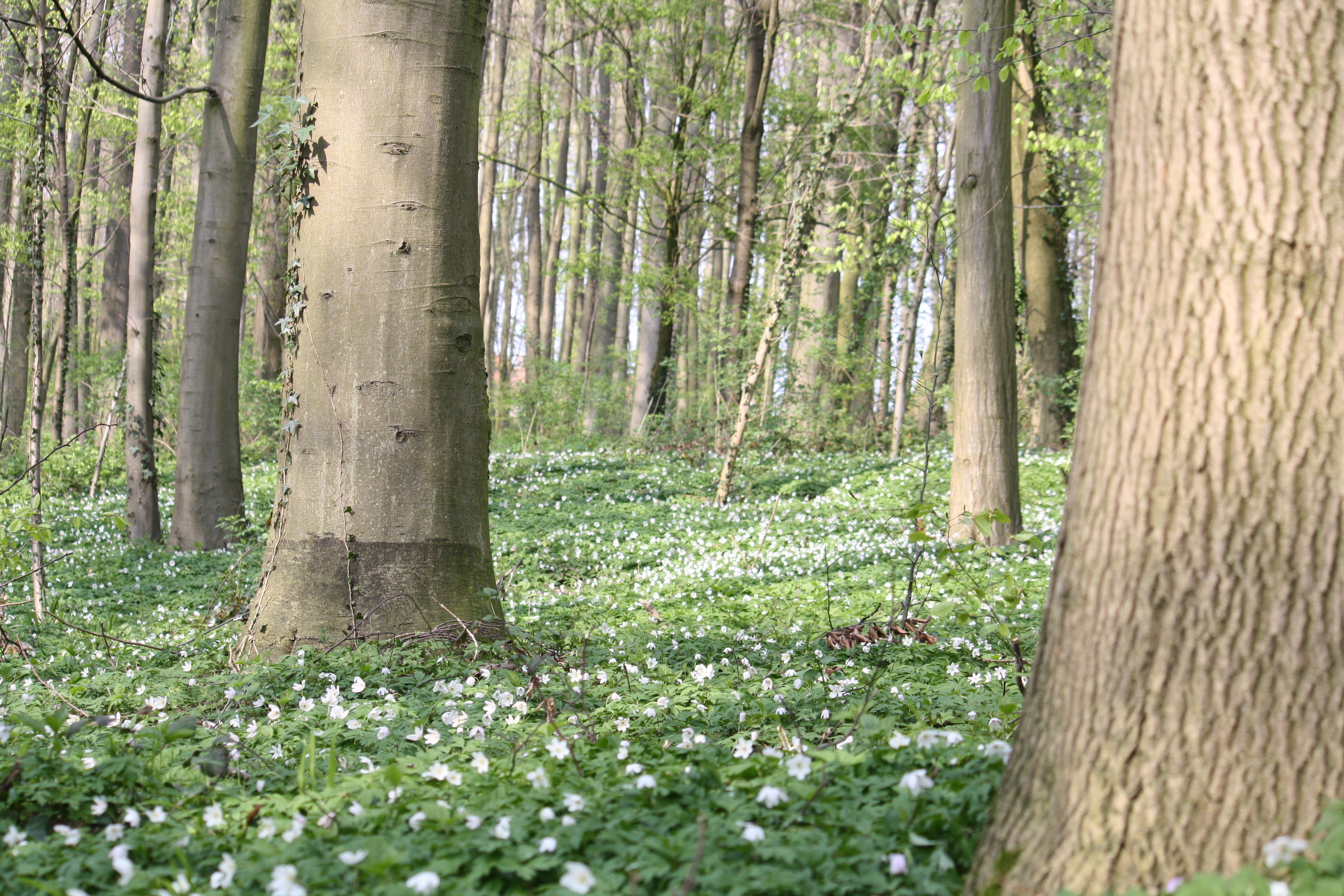
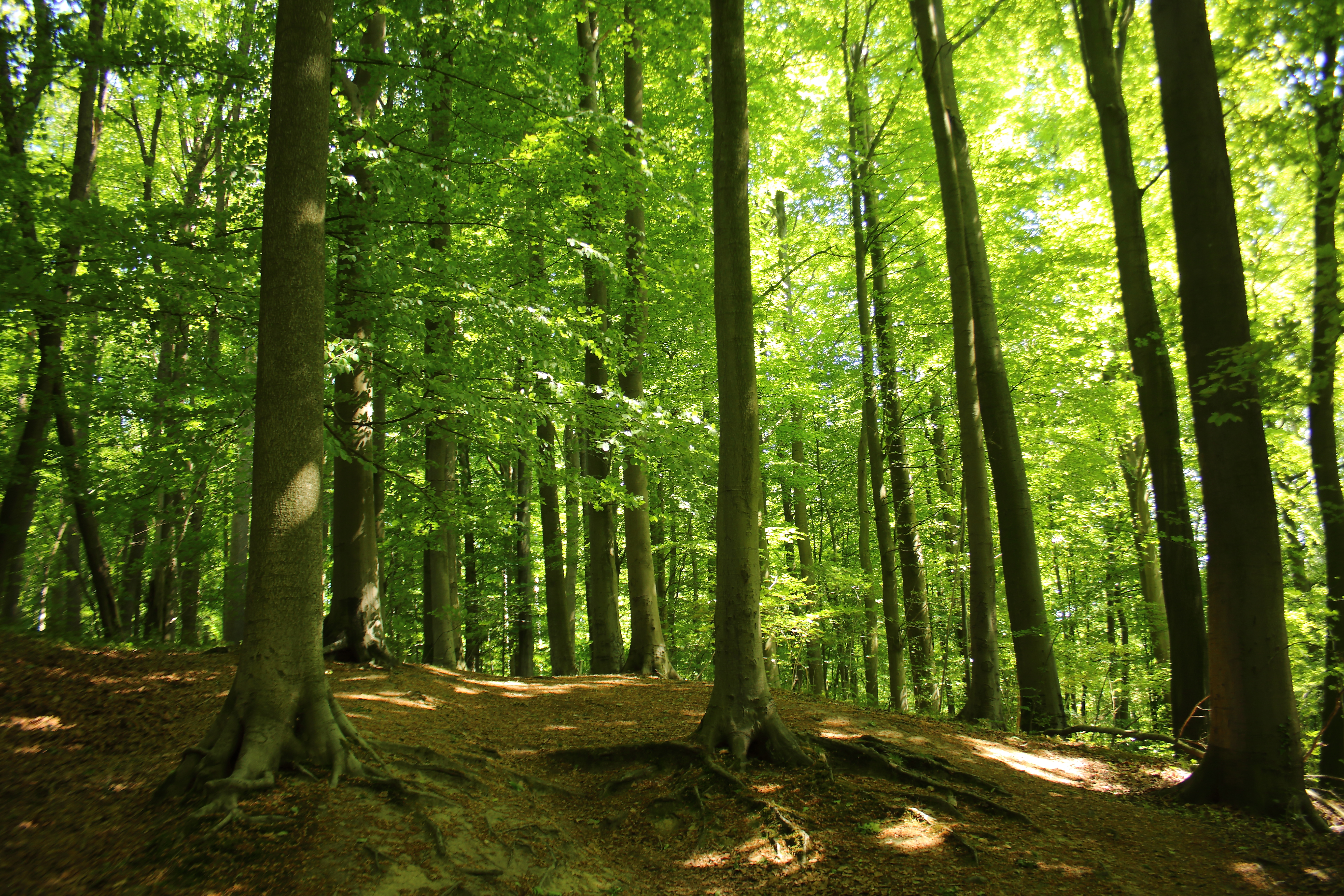